# François Bousquet (essayiste)
Pour les articles homonymes, voir François Bousquet et Bousquet.
François Bousquet, né le 8 juin 1968 à Paris, est un journaliste, essayiste et éditeur français. Classé à l'extrême-droite, proche collaborateur de Patrick Buisson et d'Alain de Benoist, il est le rédacteur en chef d'Éléments depuis septembre 2017. Entre juillet 2018 et mai 2024, il dirige également La Nouvelle Librairie, dont il est le principal cofondateur, dans le 6e arrondissement de Paris.

## Biographie

### Carrière journalistique
François Bousquet a été éditeur-gérant des éditions L'Âge d'Homme de 1995 à 2002, aux côtés de Vladimir Dimitrijević, avec qui il partageait une même passion pour les littératures slaves.
Il a été journaliste pour divers magazines, dont Le Figaro Magazine, Valeurs actuelles et Le Spectacle du Monde.
Collaborateur de la revue d'extrême droite Éléments depuis 2001, il en devient rédacteur en chef en septembre 2017. Proche d’Alain de Benoist, il est une figure de la Nouvelle Droite.
En 2016, il devient l'animateur, puis l'un des chroniqueurs réguliers de l'émission Le + d'Éléments, sur TV Libertés. Sur la même chaîne, il présente aussi Orages de papier depuis l'été 2019. Depuis juillet 2018, il dirige en outre le Libre journal de la Nouvelle Droite sur Radio Courtoisie. Il a, par ailleurs, participé à la réalisation de Ce monde ancien (2017) et d'Allez-y sans moi… (2017), deux films de Patrick Buisson réalisés par Guillaume Laidet.

### Travaux littéraires
En 2005, il consacre une biographie à l’écrivain pamphlétaire Jean-Edern Hallier, dont il fut le collaborateur en 1995 au Jean-Edern's Club sur Paris Première.
Proche d'Alain de Benoist, dont il a publié en 2001 aux éditions L’Âge d’Homme Dernière année. Notes pour conclure le siècle, il a parallèlement signé avec lui un livre d'entretiens, à mi-chemin de l'autobiographie et du bilan philosophique, Mémoire vive, paru en 2012 aux éditions de Fallois.
Familier de Jacques Vergès, il a préfacé son dernier livre, aux accents testamentaires, paru six mois avant son décès, en 2013, De mon propre aveu, aux éditions Pierre-Guillaume de Roux.
En 2017, il a fait paraître La Droite buissonnière, un essai consacré à Patrick Buisson et à la « droite hors-les-murs », nourri de conversations qu’il a menées avec l’ancien conseiller de Nicolas Sarkozy.
En janvier 2020, François Bousquet reçoit le Prix des Lecteurs et Amis de Présent pour son essai Courage ! Manuel de guérilla culturelle.

### La Nouvelle Libraire
En juillet 2018, il fonde La Nouvelle Librairie, une librairie d'extrême droite, au 11 rue de Médicis dans le 6e arrondissement de Paris, à l'adresse de l'ancienne Nouvelle Librairie nationale, qui fut la librairie de l'Action française à partir de 1900 et que dirigea jusqu’en 1932 Georges Valois, créateur du Faisceau, parti proche du fascisme italien. François Bousquet récupère une partie des stocks de la librairie Facta après le décès de son propriétaire Emmanuel Ratier, journaliste et archiviste d'extrême droite.

## Liens politiques
En 2018, François Bousquet est conférencier à l'Institut des sciences sociales, économiques et politiques de Marion Maréchal au côté d'Éric Zemmour. Il est intervenant de l'université d'été du parti de ce dernier en septembre 2022.
En mars 2023, il participe à la soirée de lancement de Campus Héméra, une école de cadres du Rassemblement national (RN) dont il fait partie des intervenants. En avril 2023, il participe à un colloque du RN sur le « wokisme ». Libération le décrit comme « le plus mariniste des néodroitiers » et comme un « point de jonction » entre divers courants de l'extrême droite tels que le lepénisme, la mouvance identitaire, l'extrême droite royaliste ou l'extrême droite catholique traditionaliste.

## Ouvrages
- Jean-Edern Hallier ou Le narcissique parfait, Paris, Albin Michel, 2005[11].
- L'Idiot International : une anthologie (direction d'un ouvrage collectif), Paris, Albin Michel, 2005[12].
- Réflexions d'un inhumaniste, entretiens de Jean-Claude Albert-Weil avec François Bousquet, Vevey, éditions Xenia, Paris, Les Belles Lettres diff., 2007[13].
- Mémoire vive, entretiens avec Alain de Benoist, Bernard de Fallois, 2012[14] ; rééd. Krisis, 2022  (ISBN 978-2493898302)
- « Putain » de Saint Foucault : archéologie d'un fétiche, Paris, éditions Pierre-Guillaume de Roux, 2015[15].
- La Droite buissonnière, Paris-Monaco, Éditions du Rocher, 2017[16].
- Courage : manuel de guérilla culturelle, Paris, La Nouvelle Librairie, coll. "Dans l'arène", 252 p., 2019  (ISBN 978-2-4914-4600-0).
- Biopolitique du coronavirus : Télétravail, famille, patrie, Paris, La Nouvelle Librairie, coll. "Dans l'arène", 252 p., 2020  (ISBN 978-2-4914-4617-8).
- Alain de Benoist à l'endroit : Un demi-siècle de Nouvelle Droite, Paris, La Nouvelle Librairie, coll. "Les idées à l'endroit", 180 p., 2023  (ISBN 978-2386080081).
- Le Racisme antiblanc : l'enquête interdite, Paris, La Nouvelle Librairie, coll. Livre noir, 292 p., 2025  (ISBN 978-2386080432)

### Préfaces
- Jacques Vergès, De mon propre aveu : Souvenirs et rêveries, Paris, Pierre-Guillaume de Roux, 295 p., 2013  (ISBN 978-2363710536)
- Thorstein Veblen, Théorie de l'entreprise d'affaires (The Theory of Business Enterprise, 1904), trad. fr. Anthony Valois, Paris, Pierre-Guillaume de Roux, 274 p., 2018  (ISBN 978-2363712431)
- Olivier Maulin, Le Populisme ou la Mort : et autres chroniques, Versailles, Via Romana, 290 p., avril 2019  (ISBN 978-2372711296)
- Georges Guiscard, Le Privilège blanc. Qui veut faire la peau aux Européens ?, Paris, La Nouvelle Librairie, coll. Un réveil européen de l’Institut Iliade, 222 p., 2021  (ISBN 978-2-491446-63-5)